# Бишев-Качин
Бишев-Качин (пол. Byszew-Kaczyn) — село в Польщі, у гміні Кутно Кутновського повіту Лодзинського воєводства.
Населення — 29 осіб (2011).
У 1975-1998 роках село належало до Плоцького воєводства.

## Демографія
Демографічна структура станом на 31 березня 2011 року:
|          | Загалом | Допрацездатний вік | Працездатний вік | Постпрацездатний вік |
| -------- | ------- | ------------------ | ---------------- | -------------------- |
| Чоловіки | 14      | 3                  | 11               | 0                    |
| Жінки    | 15      | 4                  | 8                | 3                    |
| Разом    | 29      | 7                  | 19               | 3                    |